# Міс Конгеніальність 2: Озброєна і легендарна
«Міс Конгеніальність 2: Озброєна і легендарна» (англ. Miss Congeniality 2: Armed & Fabulous) — американський комедійний бойовик з актрисою Сандрою Буллок у головній ролі. Виробництво кіностудій Castle Rock Entertainment і Warner Brothers (2005 рік). Фільм є продовженням фільму «Міс Конгеніальність».

## Сюжет
Події починають розгортатися незабаром після того, як агент ФБР Грейсі Харт під виглядом однієї з конкурсанток успішно справляється з важливим завданням на конкурсі краси «Міс Америка». Після своїх геройських подвигів вона стає зіркою телебачення і преси. Грейсі починає приділяти все менше часу оперативній роботі, займаючись написанням книги і зйомками в різних телешоу.
Коли ж з'ясовується, що її друзів — переможницю конкурсу краси Шеріл і імпресаріо Стена — викрадають у Лас-Вегасі, спроби Грейсі повернутися на второвану стежку і врятувати друзів приводять до конфлікту з керівництвом ФБР, яке не хоче втрачати візитну картку своєї організації в її особі, побоюючись, що вона може провалити операцію…

## У ролях
| Актор           | Роль                          |
| --------------- | ----------------------------- |
| Сандра Буллок   | Грейсі Гарт                   |
| Реджина Кінг    | Сем Фуллер                    |
| Енріке Мурсіано | Джеф Форман                   |
| Вільям Шатнер   | Стен Філдс                    |
| Ерні Гадсон     | директор ФБР Гаррі Макдональд |
| Доллі Партон    | в ролі самої себе             |
| Гезер Бернс     | Шеріл Фрейзер                 |
| Дідріх Бадер    | Джоел Меєрс                   |
| Ейлін Бреннан   | Керол Філдс                   |
| Елізабет Рем    | агент Дженет МакКарен         |